# 曹尔堪
曹爾堪（1617年—1679年），字子顧，號顧庵，江南松江府華亭縣籍，浙江嘉興府嘉善縣人，清朝政治人物、詩人。

## 生平
順治三年（1646年）丙戌科浙江鄉試舉人，九年（1652年）壬辰科二甲第十五名進士。改庶吉士，散館授編修，升侍講學士。十八年（1661年）受江南奏銷案牽連罷職歸里，居鄉因僮奴觸怒縣族，自恃無罪，拒交出僮奴，觸怒官吏。本應貶謫關外，幸賴親友交爭助私錢，得以免禍。遂雲遊四方，“北抵秦晉，南涉荊楚，中歷荊洛海岱之間”。康熙十年（1671年）春至京師，好友龔鼎孳等建議復其官，以受阻未果。曹爾堪興盡而曰：“六十老人豈復夢金馬門哉？”晚年息影南溪，十八年（1679年）病逝。

## 著作
工於詩詞，在京師與宋琬、王士禛、施閏章等唱和，詩“登開元之堂，入大曆之室”，詞“品格在眉山、渭南之間”，為柳洲詞派盟主，與曹貞吉並稱“南北二曹”。善作艷詞，多是宴飲狎妓之作。又與宋琬、沈荃、施閏章、王士祿、王士禛、汪琬、程可則合稱“清八大詩家”。

## 家族
父曹勳。弟曹爾坊、曹爾垣、曹爾埏、曹爾埴。曹爾坊子曹鑑倫。